# Marcipan
Márcipan je zmes dveh delov olupljenih mandljev in enega dela sladkorja. Proizvajajo ga z napravo imenovano melanžer, ki jo sestavljajo valji iz marmorja. Med drugim se uporablja za obloge in okraske tort.